# Paolo Raffaelli (fumettista)
Paolo Raffaelli (Roma, 14 maggio 1962) è un fumettista italiano.

## Biografia
Dopo essersi diplomato al liceo artistico e dopo diverse esperienze lavorative, nel 1995 si iscrive alla Scuola Romana dei Fumetti e nel 1997 entra a far parte dello staff di Magico Vento, per la Sergio Bonelli Editore, collaborandovi per quasi due anni e per il quale disegnerà le matite del numero 9, Faccia di pietra.
A partire dal 2000 abbandona temporaneamente il mondo dei fumetti per dedicarsi alla grafica di numerosi giochi per il web e per i cellulari, attivati prima sul portale Virgilio e poi sulla piattaforma Alice (Telecom Italia). Dopo la lunga parentesi "informatica", nel 2005 è autore per le Edizioni Rivista Aeronautica della serie Umberto Mistri pilota, in tre albi a colori usciti tra il 2006 ed il 2009.
Sempre nel 2009 per la Francia la casa editrice Clair de Lune pubblica l'intera saga del pilota Umberto Mistri, proponendolo al pubblico francese in un unico volume cartonato in bianco e nero.
Dal sodalizio con Clair de Lune nel 2011 nascono i disegni del primo albo di Normandie-Niemen per la sceneggiatura di Frédéric Brémaud, seguiti nel 2012 da quelli del secondo albo.
Sempre nel 2011 riprende la collaborazione con Sergio Bonelli Editore, con la miniserie Shanghai Devil, ideata e scritta da Gianfranco Manfredi e per la quale disegna l'albo numero 15, Crollo di un impero, pubblicato a dicembre del 2012.
Torna in edicola nel 2014 con l'albo I Combattenti, su sceneggiatura di Luigi Mignacco, all'interno della serie antologica "Le Storie".
Attualmente fa parte dello staff di disegnatori della nuova serie Bonelli ''Adam Wild'

Nell'aprile 2018 viene pubblicato un volume da libreria, "Keller", sempre su sceneggiatura di Luigi Mignacco, edito da Sergio Bonelli Editore'.

## Opere
- Magico Vento: n. 9, Faccia di pietra, Milano, Sergio Bonelli Editore, 1998.
- Umberto Mistri pilota: vol. 1[collegamento interrotto], Roma, Rivista Aeronautica, 2006.
- Umberto Mistri pilota: vol. 2[collegamento interrotto], Roma, Rivista Aeronautica, 2007.
- Umberto Mistri pilota: vol. 3, Roma, Rivista Aeronautica, 2009.
- Umberto Mistri Aviateur, Clair de Lune, 2009.
- Normandie-Niemen: tome 1, Parigi, Clair de Lune, 2011.
- Normandie-Niemen: tome 2, Parigi, Clair de Lune, 2012.
- Shanghai Devil: n. 15, Crollo di un impero[collegamento interrotto], Milano, Sergio Bonelli Editore, 2012.
- I Combattenti, Le Storie n. 18, Milano, Sergio Bonelli Editore, 2014.
- Adam Wild n. 6, L'incubo della giraffa,  Milano, Sergio Bonelli Editore, 2015.
- Adam Wild n. 12, L'Arca,  Milano, Sergio Bonelli Editore, 2015.
- Adam Wild n. 15, Uomini e cinghiali, Milano, Sergio Bonelli Editore, 2015.
- "Keller", Milano, Sergio Bonelli Editore, 2018.
- Dampyr n. 225, Gli orrori di Red Hook, Milano, Sergio Bonelli Editore 2018.